# An Mỹ, Quỳnh Phụ
An Mỹ là một xã thuộc huyện Quỳnh Phụ, tỉnh Thái Bình, Việt Nam. 
Năm 2006 xã An Mỹ được nhà nước phong tặng danh hiệu xã Anh Hùng.

## Vị trí địa lý
Xã An Mỹ phía đông giáp huyện Vĩnh Bảo, Hải Phòng, phía nam giáp là xã Thụy Ninh huyện Thái Thụy, phía bắc giáp xã An Thanh, huyện Quỳnh Phụ, phía Tây giáp xã An Dục, huyện Quỳnh Phụ.

## Lịch sử
Xã An Mỹ ngày xa xưa có cái tên làng Tò. Chưa có tài liệu lịch sử nào công bố chính xác thời điểm làng Tò ra đời.
Cái tên làng Tò đã có hàng ngàn năm, chưa có tài liệu lịch sử nào công bố chính xác thời điểm làng Tò ra đời. Làng Tò ngày nay có tên là xã An Mỹ, bao gồm sáu làng nhỏ: Làng Tô Trang, làng Tô Đàm, làng Tô Xuyên, làng Tô Đê, làng Tô Hồ, làng Tô Hải.

## Hành chính
Xã An Mỹ bao gồm sáu thôn nhỏ: thôn Tô Trang, thôn Tô Đàm, thôn Tô Xuyên, thôn Tô Đê, thôn Tô Hồ, thôn Tô Hải.

## Kinh tế
Xã An Mỹ ba mặt giáp sông, đất đai màu mỡ, thích hợp với việc trồng lúa nước và rau màu các loại.
Xã An Mỹ là một xã rất năng động trong khu vực, kinh tế phát triển thứ nhất trong huyện.
Kinh tế chính của xã phụ thuộc vào sản xuất nông nghiệp, sản phẩm chính là lúa nước. Thời gian gần đây, thương nghiệp được đẩy mạnh, vận tải người và hàng hóa theo đó cũng phát triển mang lại một bộ mặt mới cho xã. Chợ Tò mới được khánh thành năm 1998 đã mở rộng cơ hội giao thương giữa các thôn với nhau và với các xã lân cận cũng góp phần to lớn thay đổi bộ mặt xã.

## Đặc sản

### Gà Tò
Gà Tò là một giống gà đặc biệt chỉ có ở xã An Mỹ, còn có tên khác là gà Tiến Vua.Trong một dự án của viện chăn nuôi Việt Nam Gà Tò có tên danh sách động vật đặc biệt quý hiếm, cần được bảo tồn nguồn gen.

### Bánh đa làng Tò
Bánh đa được làm từ bột gạo, và tráng thủ công bằng tay. Nghề tráng bánh đa mang lại thu nhập cho rất nhiều hộ gia đình thuộc khu vực thôn Tô Đê. Buổi sáng, từ rất sớm, các tiểu thương chở xe máy chất đầy bánh đa sang các làng, xã lân cận để bán hoặc đổi lấy gạo.
Ngày nay bánh đa làng tò ngoài sản xuất bằng thủ công thì đã được sản xuất bằng máy móc, tuy nhiên thì vẫn giữ được chất lượng như khi còn làm bằng thủ công. Dân làng Tò ngày nay kinh tế ngày càng phát triển do đó bánh đa không còn để đổi lấy gạo nữa mà để bán lên các vùng, các thành phố lớn thậm chí là cả xuất khẩu nữa.
Đặc điểm của bánh đa làng Tò là sợi nhỏ, dai, được phơi khô dùng để làm món phở, bánh đa cua, canh cá rô...Có hai loại bánh đa là bánh đa màu trắng và màu hơi vàng, bánh màu trắng dùng cho món phở truyền thống còn bánh màu vàng thì dùng cho món bánh đa cua đặc sản Hải Phòng.

## Di tích lịch sử

### Đình Tô Hải
Đình làng Tô Hải là di tích có từ thời Đinh, thờ Nguyễn Tử Minh, người gốc phủ Ứng Hòa, Hà Nội đã về Bố Hải Khẩu theo Đinh Bộ Lĩnh đánh dẹp 12 sứ quân.

### Đình Tò
Đình Tò là một di tích lịch sử đã bị giặc pháp đốt (khoảng năm 1950). Có một điều đặc biệt trong việc xây cất đình Tò là: Công việc này được giao cho bốn thôn, mỗi thôn đảm nhận một phần trong toàn thể kiến trúc ngôi đình. Khi bốn thôn vận chuyển nguyên vật liệu tới để lắp ráp thì có một kiến trúc hoàn chỉnh mà không cần chỉnh sửa. Cột đình được làm bằng gỗ Lim, to hai người ôm mới xuể. Rường chính to đến độ khi một người nằm trên Rường thì người bên dưới không thể nhìn thấy. Đến ngày nay, ngôi đình chỉ còn lại một số chân cột và thềm bằng đá.

### Chùa Sắc Thiên Vương
Sắc Thiên Vương Tự, tên Nôm là chùa Sóc là một ngôi chùa cổ kính và rất thiêng của Xã An Mỹ, Chùa được nằm tại Thôn Tô Xuyên - Xã An Mỹ. Năm 2012 nhà chùa quyên góp và xúc tiến xây pho tượng Phật rất lớn cao 26 mét. Tượng chưa hoàn thành thì ngày 8 Tháng 7, 2015 tượng bất thần đổ sập.